# Antiochia sul Meandro
Antiochia sul Meandro (in greco antico: Ἀντιόχεια τοῦ Μαιάνδρου o πρὸς Μαιάνδρω?, in latino Antiochia ad Maeandrum) era un'antica città caria dell'Asia minore situata lungo il fiume Meandro, d'importanza sovraregionale soprattutto a causa del ponte di pietra sopra il fiume, menzionato da Strabone.

## Posizione
Antiochia (o Antiocheia) era situata alla confluenza del fiume Morsynos (in genere identificato con il moderno Dandala) nel Meandro, al margine meridionale della pianura del Meandro. Lì si trova oggi il villaggio di Yenişer, a sua volta situato a pochi chilometri a sud-est di Kuyucak, nella provincia di Aydın, in Turchia, vicino all'attuale città di Başaran. A circa 30 km a sud di esso, nella valle del Morsynos, si trovava l'antica città più importante di Afrodisia. Un'indagine archeologica condotta da Christopher Ratté nel 1994 ha trovato solo alcuni resti della città, incluse parti delle mura cittadine e una cittadella, così come lo stadio.

## Storia
La città fu fondata dal re Seleucide Antioco I, probabilmente attraverso un sinecismo, sul posto di un precedente insediamento, indicato da alcuni come Pythopolis e da altri come Cranaos. Secondo Tito Livio, il console Gneo Manlio Vulsone, nel 189 a.C., durante la sua lotta contro i Galati, attraversò la città, che in epoca imperiale fu trasformata in fortezza. Nell'inverno del 113 l'imperatore Traiano visitò Antiochia. Grazie al suo ponte e alla sua posizione sull'importante via commerciale lungo il Meandro, la città, che dette i natali al sofista Diotrefe, acquisì una certa rilevanza, come attesta la rappresentazione del ponte monumentale sul Meandro nella monetazione di Decio, Valeriano e Gallieno (III secolo d.C.). Sotto questi imperatori Antiochia potrebbe aver svolto un ruolo strategico, in connessione con le invasioni sasanidi. Antiochia fu poi vescovato (ancora oggi è sede della Diocesi di Antiochia al Meandro). La città venne descritta come fortificata ancora nel Medioevo, nel contesto della Battaglia della valle del Meandro, svoltasi nel 1211 fra le forze dell'Impero di Nicea e i Turchi selgiuchidi. La città, in una data imprecisata, fu poi abbandonata.